# Chrysis hydropica
Chrysis hydropica is een vliesvleugelig insect uit de familie van de goudwespen (Chrysididae). De wetenschappelijke naam van de soort is voor het eerst geldig gepubliceerd in 1878 door Abeille de Perrin.